# Carlo Cadorna
Pour les articles homonymes, voir Cadorna.
Carlo Cadorna (né le 8 décembre 1809 à Pallanza, une frazione de la commune de Verbania, au Piémont et mort à Rome le 2 décembre 1891) est un homme politique italien du XIXe siècle, qui fut un patriote de l'Unité italienne du royaume de Sardaigne. Il est le frère aîné du général Raffaele Cadorna.

## Biographie
Licencié en droit en 1830 à l'université de Turin, avocat puis juge à la cour provinciale de Pallanza entre 1835-1837, Carlo Cadorna est élu à la Chambre des députés dans la circonscription de Pallanza en 1840. Il est ministre de l'Éducation sous le gouvernement dirigé par Vincenzo Gioberti. 
Le 16 décembre 1848, il est ministre de la Fonction et de l'Instruction publique, sous le gouvernement dirigé par Vincenzo Gioberti, et le 17 janvier 1849 il continuera son mandat avec Agostino Chiodo en remplacement de Vincenzo Gioberti, démissionnaire le 28 mars 1849. 
En 1857, il est élu président de la Chambre des députés du royaume de Sardaigne. En 1858, il est sénateur, puis ministre de l'Éducation dans le gouvernement dirigé par Camillo Cavour (1858-1859). En 1864, il est nommé préfet de Turin, et en 1868, ministre du gouvernement Luigi Federico Menabrea. De 1869 à 1875 il est ambassadeur à Londres (Angleterre).